# Cowley, Oxfordshire
Cowley  är en stadsdel och industriområde i Oxford i distriktet Oxford i grevskapet Oxfordshire i England. Cowley har sedan 1912 dominerats av bilfabriken som grundades av William Richard Morris och som idag ingår i BMW.
Cowley var en civil parish fram till 1929 när blev den en del av St Giles and St John. Civil parish hade 2 790 invånare år 1921. Byn nämndes i Domedagsboken (Domesday Book) år 1086, och kallades då Covelie.